# Yamakasi
Gli Yamakasi sono i fondatori della disciplina ADD, Art du Dèplacement.

## Storia
La disciplina originariamente chiamata Art du Déplacement, e che si è attualmente divisa in freerunning, Art du Deplacement, rimasta fedele alle origini e parkour, fu fondata in Francia durante gli anni ottanta da un gruppo di nove giovani, che si facevano chiamare collettivamente Yamakasi. I fondatori originali del gruppo Yamakasi sono Yann Hnautra, Châu Belle Dinh, David Belle, Laurent Piemontesi, Sébastien Foucan, Guylain N'Guba Boyeke, Charles Perriere, Malik Diouf e Williams Belle.
Yamakasi è una parola di lingua lingala che può essere tradotta come uomo/donna forte, spirito forte, e riassumeva il principale credo della disciplina: essere un individuo forte sia dal punto di vista fisico, che mentale e morale. Spesso tale termine viene erroneamente scambiato per una parola giapponese, soprattutto per via del film del 2001 Yamakasi - I nuovi samurai, che associava alla parola "Yamakasi", la figura del samurai, i cavalieri del Giappone feudale.

## Riferimenti nella cultura di massa
Il gruppo Yamakasi è stato protagonista del film del 2001 Yamakasi - I nuovi samurai, diretto da Ariel Zeitoun e presentato da Luc Besson. Nel film gli Yamakasi rubavano i soldi da ricchi dottori per contribuire economicamente all'intervento cardiaco per un bambino. Nel 2004 è stato girato The Great Challenge, nel quale è protagonista un nuovo gruppo di Yamakasi, mentre Châu Belle Dinh, membro originale del gruppo e protagonista nel primo film, interpreta una parte da antagonista. I due film non hanno alcuna connessione fra loro, benché The Great Challenge sia spesso erroneamente indicato come sequel di Yamakasi - I nuovi samurai. Nel 2007 il canale satellitare statunitense ESPN ha realizzato un reportage sul parkour, avvalendosi della consulenza di Laurent Piemontesi e Châu Belle Dinh, membri degli Yamakasi.